# 嘎尤卜尤阿納
嘎尤卜尤阿納（鄒語：Kayubuyuana），是台灣鄒族傳說中的食人族，不僅會吃別族的小孩，連自己家族的孩子也會吃。

## 外表與住處
嘎尤卜尤阿納人身材高大，膚色黑。他們住在鄒族居住地的南方、靠近台東的地方，跟蔑夫諸（Meefucu）的部落只有一條河之隔，但也有說法認為他們住在玉山的東方。

## 傳說
據說嘎尤卜尤阿納人喜歡吃人，特別是小孩子，他們經常抓其他族群的孩子回去殺了吃掉，有時連自己族內的孩子都被視為家畜般養肥及吃掉。據說有個嫁去部落裡的鄒族女性在生下小孩後的某天去田裡工作，留在家裡的公婆趁機把她的小孩殺了做成晚餐，而該名婦人在得知後藉口說要先去餵豬，趁機逃跑，雖然其丈夫有帶著獵狗去追她，但因為獵狗平常是她照顧的所以故意放過她，後來婦人成功逃回自己原本的部落後，鄒族人才知道他們吃人的習性，這則傳說中另有說法該名婦人本身就是被抓去的孕婦。
另外，雖然嘎尤卜尤阿納嗜好吃人，但是他們絕不會吃戰死的屍體。

## 相似傳說
鄒族的矮人蔑夫諸在傳說中也有吃人的習俗，而且其傳說內容跟嘎尤卜尤阿納的傳說相當類似，住處也接近，有可能是兩者的傳說被混為一談。